# Секс поза
Секс позите са различни пози по време на секс. При различните секс пози може да има различна степен на сексуалното проникване. Има и секс пози, при които няма сексуално проникване (виж трибадизъм).